# Vieira de Resende
Vieira de Resende (Cataguases, 26 de fevereiro de 1898 — ?) foi um político brasileiro. Exerceu o mandato de deputado federal constituinte pelo Espírito Santo em 1946.